# 梭孢小煤炱
梭孢小煤炱（学名：Meliola fusispora）是属于小煤炱目小煤炱科小煤炱属的一种真菌，寄生在锥属植物上。该种分布于中国。